# Ribeira do Fárrio
A Freguesia de Ribeira do Fárrio é uma antiga freguesia portuguesa do Município de Ourém, na antiga província da Beira Litoral, na região do Centro (Região das Beiras) e sub-região do Médio Tejo, a qual tinha 20,92 km² de área e 836 habitantes (2011), e, por isso, uma densidade populacional de 40 hab/km². 
A Freguesia de Ribeira do Fárrio, que foi criada em 1989 com território desanexado da Freguesia de Freixianda, foi extinta em 2013, no âmbito de uma reforma administrativa nacional, tendo sido agregada às Freguesias de Freixianda e de Formigais para formar uma nova freguesia denominada União das Freguesias de Freixianda, Ribeira do Fárrio e Formigais..

## População
| População da freguesia de Ribeira do Fárrio | População da freguesia de Ribeira do Fárrio | População da freguesia de Ribeira do Fárrio | População da freguesia de Ribeira do Fárrio | População da freguesia de Ribeira do Fárrio | População da freguesia de Ribeira do Fárrio | População da freguesia de Ribeira do Fárrio | População da freguesia de Ribeira do Fárrio | População da freguesia de Ribeira do Fárrio | População da freguesia de Ribeira do Fárrio | População da freguesia de Ribeira do Fárrio | População da freguesia de Ribeira do Fárrio | População da freguesia de Ribeira do Fárrio | População da freguesia de Ribeira do Fárrio | População da freguesia de Ribeira do Fárrio |
| ------------------------------------------- | ------------------------------------------- | ------------------------------------------- | ------------------------------------------- | ------------------------------------------- | ------------------------------------------- | ------------------------------------------- | ------------------------------------------- | ------------------------------------------- | ------------------------------------------- | ------------------------------------------- | ------------------------------------------- | ------------------------------------------- | ------------------------------------------- | ------------------------------------------- |
| 1864                                        | 1878                                        | 1890                                        | 1900                                        | 1911                                        | 1920                                        | 1930                                        | 1940                                        | 1950                                        | 1960                                        | 1970                                        | 1981                                        | 1991                                        | 2001                                        | 2011                                        |
|                                             |                                             |                                             |                                             |                                             |                                             |                                             |                                             |                                             |                                             |                                             |                                             | 915                                         | 900                                         | 836                                         |

Criada pela lei nº 41/89, de 24 de Agosto, com lugares desanexados da freguesia de Freixianda
| Distribuição da População por Grupos Etários | Distribuição da População por Grupos Etários | Distribuição da População por Grupos Etários | Distribuição da População por Grupos Etários | Distribuição da População por Grupos Etários | Distribuição da População por Grupos Etários | Distribuição da População por Grupos Etários | Distribuição da População por Grupos Etários | Distribuição da População por Grupos Etários | Distribuição da População por Grupos Etários |
| -------------------------------------------- | -------------------------------------------- | -------------------------------------------- | -------------------------------------------- | -------------------------------------------- | -------------------------------------------- | -------------------------------------------- | -------------------------------------------- | -------------------------------------------- | -------------------------------------------- |
| Ano                                          | 0-14 Anos                                    | 15-24 Anos                                   | 25-64 Anos                                   | > 65 Anos                                    |                                              | 0-14 Anos                                    | 15-24 Anos                                   | 25-64 Anos                                   | > 65 Anos                                    |
| 2001                                         | 152                                          | 131                                          | 434                                          | 183                                          |                                              | 16,9%                                        | 14,6%                                        | 48,2%                                        | 20,3%                                        |
| 2011                                         | 109                                          | 90                                           | 382                                          | 255                                          |                                              | 13,0%                                        | 10,8%                                        | 45,7%                                        | 30,5%                                        |

Média do País no censo de 2001:  0/14 Anos-16,0%; 15/24 Anos-14,3%; 25/64 Anos-53,4%; 65 e mais Anos-16,4%
Média do País no censo de 2011:   0/14 Anos-14,9%; 15/24 Anos-10,9%; 25/64 Anos-55,2%; 65 e mais Anos-19,0%